# Gesellschaft für Operations Research
Die Gesellschaft für Operations Research e.V. (GOR) ist die Fachgesellschaft für das wissenschaftliche Gebiet des Operations Research in Deutschland. Sie ist als gemeinnütziger Verein organisiert.

## Geschichte
Die Geschichte der heutigen Gesellschaft begann 1956 mit der Gründung des Arbeitskreises Operations Research (AKOR) die eher praktisch ausgerichtet war und der 1961 gegründeten Deutschen Gesellschaft für Unternehmensforschung (DGU), die aus dem Hochschulbereich kam. 1972 fusionierten beide Gesellschaften zur Deutschen Gesellschaft für Operations Research (DGOR).
Ende der 1970er Jahre fanden einige Mitglieder ihre Interessen, die im theoretischen Bereich lagen, durch die eher praktische Ausrichtung der DGOR nicht mehr vertreten. Sie gründeten 1979 die Gesellschaft für Mathematik, Ökonomie und Operations Research (GMÖOR). Ab 1995 wurden aber wieder gemeinsame Konferenzen durchgeführt. Am 1. Januar 1998 verschmolzen beide Gesellschaften zur heutigen Gesellschaft für Operations Research.

## Aktivitäten und Organisation
Die zentrale Aufgabe der Gesellschaft für Operations Research ist die Verbreitung und den Einsatz von Operations Research in Wissenschaft und Praxis zu fördern. Dies geschieht in erster Linie mit Hilfe von Fachpublikationen (z. B. Zeitschriften OR Spectrum und Mathematical Methods of Operations Research), Tagungen, Arbeitsgruppen sowie im Wege der Förderung des wissenschaftlichen Nachwuchses.
Aktuell hat die GOR insgesamt ca. 1.300 Mitglieder – Einzelpersonen und Institutionen aus Wissenschaft, Industrie und Verwaltung. Der Kontakt zwischen den Mitgliedern und der Austausch von Informationen erfolgt über die Webseite und die dreimal jährlich erscheinende Mitgliederzeitschrift OR News.

### Arbeitsgruppen
Gegenwärtig ist die Gesellschaft in 15 Arbeitsgruppen organisiert:
- Analytics
- Entscheidungstheorie und -praxis
- Finanzwirtschaft und Finanzinstitutionen
- Fuzzy Systeme, Neuronale Netze und künstliche Intelligenz
- Health Care Management
- Logistik und Verkehr
- OR im Umweltschutz
- OR in Ingenieurwissenschaften
- Praxis der Mathematischen Optimierung / Real World Optimization
- Pricing + Revenue Management
- Prognoseverfahren
- Projektmanagement und Scheduling
- Simulation und Optimierung komplexer Systeme
- Supply Chain Management
- Wirtschaftsinformatik

### Konferenzen
Einmal jährlich wird eine internationale, wissenschaftliche Konferenz, die Jahrestagungen Operations Research (OR) mit bis zu 700 Teilnehmern aus der ganzen Welt veranstaltet. Die Arbeitsgruppen der GOR veranstalten zusätzlich einzelne Tagungen.

### Fachpublikationen
- OR Spectrum – Quantitative Approaches in Management (ORS) ISSN 0171-6468
- Mathematical Methods of Operations Research (MMOR),  Verlags Homepage der Zeitschrift, ISSN 1432-2994
- OR News – Das Magazin der GOR ISSN 1437-2045

### Vorsitzende des Vorstands
| Amtsperiode | Vorsitz            |
| 2024–2025   | Jutta Geldermann   |
| 2023–2024   | Alexander Martin   |
| 2021–2022   | Alf Kimms          |
| 2019–2020   | Anita Schöbel      |
| 2017–2018   | Alf Kimms          |
| 2015–2016   | Leena Suhl         |
| 2013–2014   | Stefan Nickel      |
| 2011–2012   | Brigitte Werners   |
| 2009–2010   | Horst W. Hamacher  |
| 2007–2008   | Thomas Spengler    |
| 2003–2006   | Gerhard Wäscher    |
| 2001–2002   | Uwe T. Zimmermann  |
| 1999–2000   | Peter Kleinschmidt |
| 1998        | Ulrich Derigs      |

### Partnerorganisationen
Die Gesellschaft für Operations Research ist Mitglied in der europäischen Dachorganisation für OR, der Association of European Operational Research Societies (EURO) und des internationalen Verbandes The International Federation of Operational Research Societies (IFORS). Mit der Österreichische Gesellschaft für Operations Research (ÖGOR) und der Schweizerische Vereinigung für Operations Research (SVOR) bestehen Partnerschaften. Alle drei OR-Gesellschaften veranstalten alle vier Jahre eine gemeinsame Jahrestagung.